# Petr Pokorný (fotbalista)
Petr Pokorný (* 28. prosince 1975, Hradec Králové) je český fotbalista, obránce. Jeho otec je Ladislav Pokorný, který získal s Hradcem jediný mistrovský titul.

## Fotbalová kariéra
Hrál za SK Chrudim 1887, SK Hradec Králové, FK Teplice, SC Xaverov Horní Počernice, FK Mladá Boleslav, Zagłębie Lubin, Śląsk Wrocław a Górnik Polkowice. V české lize nastoupil ve 131 utkáních a dal 4 góly.

## Ligová bilance
| Ročník                          | Zápasy | Góly | Klub              |
| ------------------------------- | ------ | ---- | ----------------- |
| 1. česká fotbalová liga 1995/96 | 6      | 0    | SK Hradec Králové |
| 1. česká fotbalová liga 1996/97 | 27     | 0    | SK Hradec Králové |
| 1. česká fotbalová liga 1997/98 | 27     | 1    | SK Hradec Králové |
| 1. česká fotbalová liga 1998/99 | 26     | 3    | SK Hradec Králové |
| Gambrinus liga 1999/00          | 7      | 0    | SK Hradec Králové |
| Gambrinus liga 1999/00          | 16     | 0    | FK Teplice        |
| Gambrinus liga 2000/01          | 21     | 0    | FK Teplice        |
| Ekstraklasa 2004/05             | 25     | 1    | Zagłębie Lubin    |
| Ekstraklasa 2005/06             | 9      | 1    | Zagłębie Lubin    |
| Ekstraklasa 2006/07             | 3      | 0    | Zagłębie Lubin    |
| Ekstraklasa 2008/09             | 1      | 0    | Śląsk Wrocław     |
| CELKEM                          | 168    | 6    |                   |